# Campeonato Europeo de Remo de 1956
El XLVI Campeonato Europeo de Remo se celebró en Bled (Yugoslavia) en 1956 bajo la organización de la Federación Internacional de Sociedades de Remo (FISA).
En total se disputaron doce pruebas diferentes, siete masculinas y cinco femeninas.

## Medallero
| Núm. | País           | Oro | Plata | Bronce | Total |
| ---- | -------------- | --- | ----- | ------ | ----- |
| 1    | URSS           | 6   | 2     | 0      | 8     |
| 2    | RFA            | 2   | 2     | 1      | 5     |
| 3    | Checoslovaquia | 2   | 0     | 1      | 3     |
| 4    | Italia         | 1   | 0     | 1      | 2     |
| 5    | Finlandia      | 1   | 0     | 0      | 1     |
| 6    | Hungría        | 0   | 2     | 3      | 5     |
| 7    | Austria        | 0   | 2     | 1      | 3     |
| 8    | Rumania        | 0   | 1     | 2      | 3     |
| 9    | Polonia        | 0   | 1     | 1      | 2     |
| 10   | Francia        | 0   | 1     | 0      | 1     |
| 10   | Suiza          | 0   | 1     | 0      | 1     |
| 12   | Bélgica        | 0   | 0     | 1      | 1     |
| 12   | RDA            | 0   | 0     | 1      | 1     |
|      | TOTAL          | 12  | 12    | 12     | 36    |